# Kpozoun
Kpozoun est un arrondissement du département du Zou au Bénin.

## Géographie
Kpozoun est une division administrative sous la juridiction de la commune de za-Kpota,.

## Population
Selon le Recensement Générale de la Population et de l'Habitation(RGPH4) de Institut National de Statistique et de l'Analyse Économique(INSAE) au Bénin de 2013 la population de Kpozoun corresponds à:
| Indicateur           | 2013  |
| -------------------- | ----- |
| Nombre de ménages    | 3216  |
| Population féminine  | 7982  |
| Population masculine | 6234  |
| Population totale    | 14216 |